# Glukuronoziltransferaza
Glukuronoziltransferaza (EC 2.4.1.17, 1-naftol glukuroniltransferaza, 1-naftol-UDP-glukuronaziltransferaza, 17beta-hidroksisteroid UDP-glukuronaziltransferaza, 3alfa-hidroksisteroid UDP-glukuronaziltransferaza, 4-hidroksibifenil UDP-glukuronaziltransferaza, 4-metilumbelliferon UDP-glukuronaziltransferaza, 4-nitrofenol UDP-glukuroniltransferaza, 4-nitrofenol UDPGT, 17-OH steroid UDPGT, 3-OH androgenic UDPGT, bilirubin uridin difosfoglukuroniltransferaza, bilirubin UDP-glukuronaziltransferaza, bilirubin monoglukuronid glukuroniltransferaza, bilirubin UDPGT, bilirubin glukuroniltransferaza, ciramadol UDP-glukuroniltransferaza, estriol UDP-glukuronaziltransferaza, estron UDP-glukuronaziltransferaza, uridin difosfoglukuronaziltransferaza, uridin difosfoglukuronat-bilirubin glukuronazid glukuronaziltransferaza, uridin difosfoglukuronat-bilirubin glukuronaziltransferaza, uridin difosfoglukuronat-estriol glukuronaziltransferaza, uridin difosfoglukuronat-estradiol glukuronaziltransferaza, uridin difosfoglukuronat-4-hidroksibifenil glukuronaziltransferaza, uridin difosfoglukuronat-1,2-diacilglicerol glukuronaziltransferaza, uridin difosfoglukuronat-estriol 16alfa-glukuronaziltransferaza, GT, morfin glukuroniltransferaza, p-hidroksibifenil UDP glukuroniltransferaza, -nitrofenol UDP-glukuronaziltransferaza, -nitrofenol UDP-glukuroniltransferaza, -nitrofenilglukuronaziltransferaza, p-fenilfenol glukuroniltransferaza, fenil-UDP-glukuronaziltransferaza, PNP-UDPGT, UDP glukuronat-estradiol-glukuronaziltransferaza, UDP glukuronaziltransferaza, UDP glukuronat-estriol glukuronaziltransferaza, UDP glukuronska kiselina transferaza, UDP glukuroniltransferaza, UDP-glukuronat-4-hidroksibifenil glukuronaziltransferaza, UDP-glukuronat-bilirubin glukuroniltransferaza, UDP-glukuronaziltransferaza, UDP-glukuroniltransferaza, UDPGA transferaza, UDPGA-glukuroniltransferaza, UDPGT, uridin difosfoglukuroniltransferaza, uridin difosfat glukuroniltransferaza, uridin 5'-difosfoglukuroniltransferaza) je enzim sa sistematskim imenom UDP-glukuronat beta-D-glukuronasiltransferaza (nespecifična za akceptor). Ovaj enzim katalizuje sledeću hemijsku reakciju
UDP-glukuronat + akceptor {\displaystyle \rightleftharpoons } UDP + akceptor beta-D-glukuronazid
Ova familija enzima prihvata širok opseg supstrata, uključujući fenole, alkohole, amine i masne kiseline.

## Spoljašnje veze
- Glucuronosyltransferase на 